# Minutophoma chrysophthalmae
Minutophoma chrysophthalmae är en svampart som beskrevs av D. Hawksw. 1981. Minutophoma chrysophthalmae ingår i släktet Minutophoma, divisionen sporsäcksvampar och riket svampar.  Arten är reproducerande i Sverige. Inga underarter finns listade i Catalogue of Life.